# فرودگاه شهرستان سوت لویس
فرودگاه شهرستان سوت لویس (به انگلیسی: South Lewis County Airport) (به زبان بومی: Ed Carlson Memorial Field) یک فرودگاه همگانی بهره‌برداری هوایی با کد یاتا TDO است که یک باند فرود آسفالت دارد و طول باند آن ۱۳۶۵ متر است. این فرودگاه در شهر تولدو، واشینگتن کشور ایالات متحده آمریکا قرار دارد و در ارتفاع ۱۱۴ متری از سطح دریا واقع شده‌است.